# 윤자영
윤자영(尹滋瑛, 1894년 9월 13일 ~ 1938년 10월 14일)은 사회주의 계열에서 활동한 대한제국, 일제강점기의 독립운동가이다. 지하 활동 중 사용한 가명으로 윤소야(尹蘇野 또는 尹笑也)와 정일영(丁一英)이 있다.

## 생애
경상북도 청송 출신으로, 1919년 3·1 운동이 발생했을 때 경성전수학교 학생이었다. 윤자영은 만세운동에 학생 대표로 참가하여 김원벽(연희전문학교), 강기덕(보성법률상업전문학교), 한위건(경성의학전문학교), 김대우(경성공업전문학교) 등과 함께 시위를 주도했다가 체포되어 징역 1년형을 선고받아 복역했다.
출옥 후에는 곧바로 청년운동에 투신했다. 청년운동 역량의 결집을 위해 조선청년회연합회를 결성하고, 서울청년회 기관지 《아성(我聲)》 편집위원으로 기고 활동을 펼친 기록이 남아 있다.
그는 도쿄에서 2·8 독립 선언 전에 일본 유학생들 위주로 결성되었던 신아동맹단이 3·1 운동 이후 확대 개편한 지하조직 사회혁명당에 1920년 가입하면서 좌익 운동에 입문했다. 1921년에는 노동운동 단체인 조선노동공제회 설립에 가담했고, 사회혁명당이 한인사회당과 연합하여 결성한 상하이파 고려공산당에도 입당했다.
이후 국외로 망명하여 코민테른의 지시에 따라 1923년 1월 상하이에서 열린 국민대표회의에 상하이파 대표로 파견되어 고려공산당 개조파의 핵심 인물로 활동했다. 개조파의 일원으로 대한민국 임시정부에 참여하였으며, 1923년 김지섭의 니주바시 폭탄투척 사건을 지원했다. 이 사건으로 일본 경찰의 끈질긴 추적을 받았으나, 그는 잡히지 않고 청년동맹회와 오르그뷰로에서 독립운동을 계속했다.
1926년 만주로 이동하여 상하이파와 화요파가 연합한 조선공산당 만주총국(총국 책임비서 조봉암)을 결성했다. 1929년 12월 테제가 발표된 후에는 김철수가 책임을 맡은 조선공산당재건설준비위원회를 조직했다. 윤자영이 속한 상하이파는 12월 테제 발표 이후 화요파, 엠엘파와 달리 국내 거점 건설을 목포로 국내에 복귀했는데, 윤자영도 이때 함흥부에 잠입했다가 검거망을 피해 탈출했다.
북간도로 탈출한 윤자영은 중국공산당에 입당하여 활동하다가 모스크바의 동방노력자공산대학에 입학했다. 그러나 동방공산대학 재학 중이던 1934년 스탈린의 사상 투쟁과 관련하여 그리고리 지노비예프를 추종했다는 혐의를 받아 구금되었고, 1938년 노보시비르스크 주 내무인민위원회에 의해 총살되었다.

## 평가
윤자영은 3·1 운동으로 민족운동에 뛰어든 뒤 상하이파의 대표적인 활동가로 오랫동안 활약했으나, 좌익 계열 인물이었고 소련에서 일찌감치 행방이 묘연해진 상태라 독립유공자 선정이 늦어졌다. 2004년에야 광복 전인 1938년 이미 총살형이 집행된 것이 밝혀져 건국훈장 독립장이 추서되었다. 이는 2004년 건국훈장 서훈자 가운데 좌익 독립운동가로서는 가장 훈격이 높은 포상이다.

## 참고자료
- 윤자영 : 독립유공자 공훈록 - 국가보훈처
- 김희곤. 건국훈장 추서된 ‘잊혀진 혁명가’ 윤자영 - 사회주의 독립운동 이끈 조선공산당 핵심 리더 《신동아》 (2005년 1월호)
- 《문화일보》 (2004.8.27) “좌익 독립운동가 인정 늦게나마 다행”- '윤자영선생 건국훈장 서훈' 앞장선 조카 윤동규씨
- 임경석, 한국의 사회주의: 인물(2)/ 잊혀진 혁명가, 윤자영 《진보평론》 제3호 (2000년 봄)

1. ↑  한국민족문화대백과사전